# Équipe d'Islande de rugby à XV
L'équipe d'Islande de rugby à XV rassemble les meilleurs joueurs d'Islande.

## Histoire

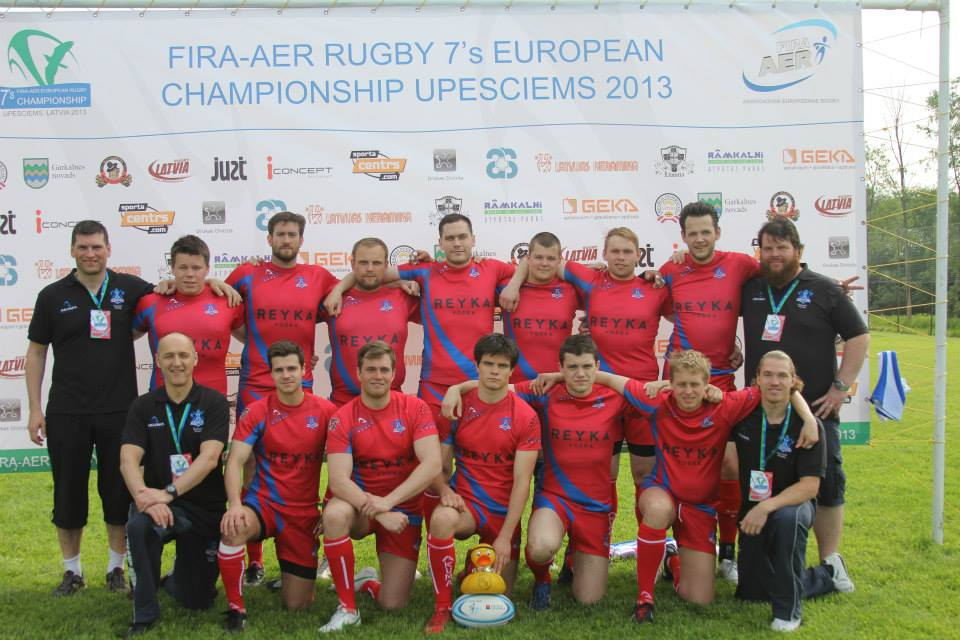
L'équipe de rugby islandaise au tournoi de rugby à sept à Riga en juin 2013

Le 1er juin 2013, l'équipe nationale d'Islande à sept dispute son premier tournoi officiel en rugby à sept, le FIRA–AER Riga 7's Division B nord. Elle remporte son premier match contre l'équipe du Liechtenstein et termine 7e et avant-dernière du tournoi Division B Nord. Le 28 juin 2014 l'équipe nationale d'Islande à sept termine dernière du tournoi Division B nord à Ricany en République tchèque près de Prague. À la suite de la refonte des catégories par Rugby Europe, anciennement FIRA-AER, l'équipe nationale d'Islande participe le 6 juin 2015 au tournoi division C à Zenica près de Sarajevo en Bosnie-Herzégovine. 

## Palmarès
Néant